# Flumserberg

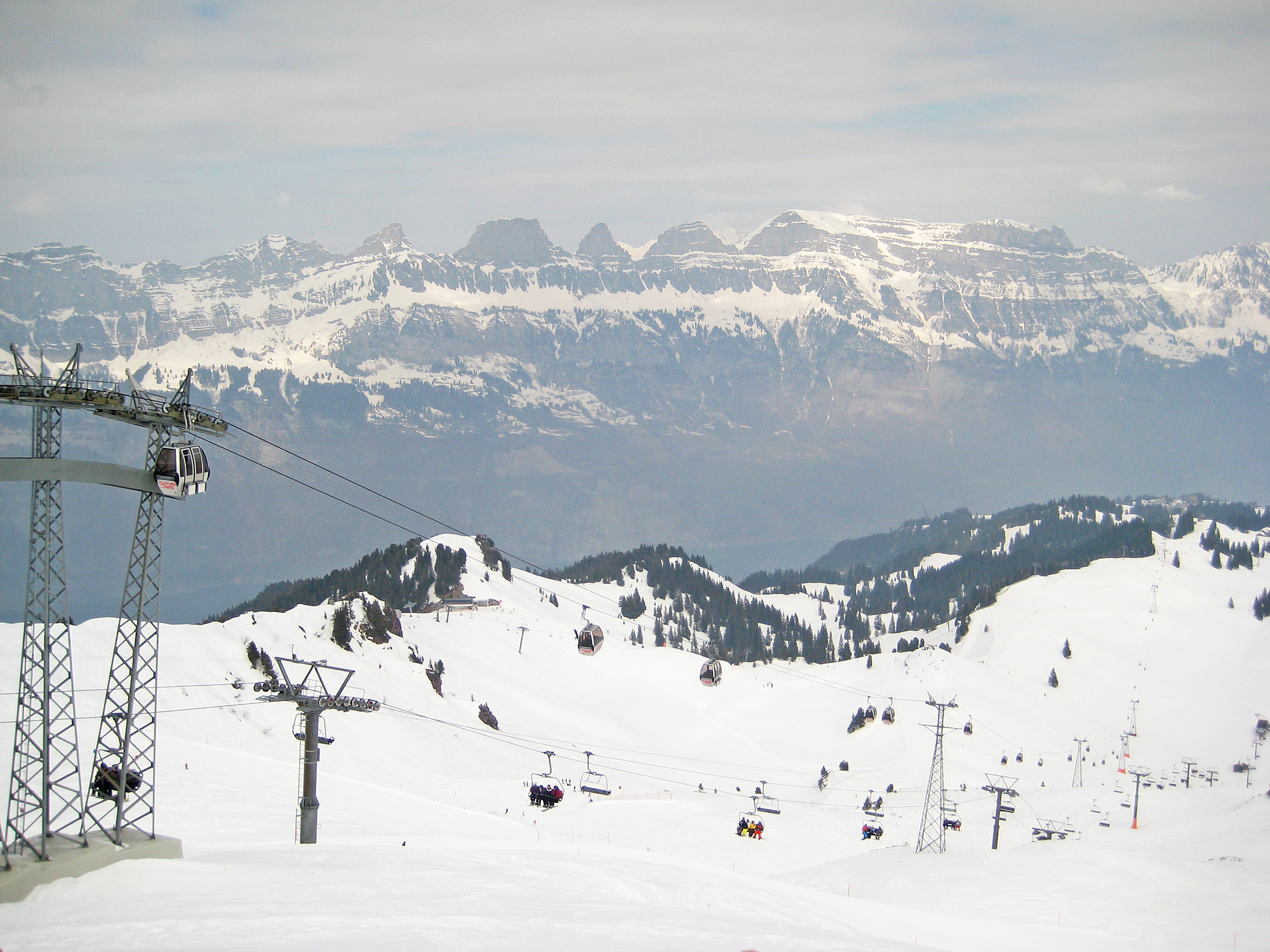
Blick vom Maschgenkamm über das Skigebiet zu den Churfirsten

Flumserberg ist ein Wintersport- und Wandergebiet im Süden des Kanton St. Gallen in der Schweiz. Das Alpgebiet liegt südlich oberhalb von Flums und dem Walensee zwischen 1220 m und 2222 m ü. M. Der Flumserberg umfasst verschiedene Ortschaften, Weiler und Höfe. Die bedeutendsten sind Tannenheim (ca. 1200 m ü. M.), Tannenbodenalp (ca. 1350 m ü. M.) und Bergheim (ca. 950 m ü. M.). Entsprechend einer früher mehr verbreiteten Bedeutung des Wortes Berg ist der Flumserberg nicht ein Berggipfel oberhalb von Flums, sondern eine Alp am Hang oberhalb des Ortes Flums.
Aufgeteilt in verschiedene Gebiete liegt der Flumserberg in den politischen Gemeinden Flums und Quarten und gehört den Ortsgemeinden Flums-Grossberg – eine der drei Ortsgemeinden von Flums nebst dem Dorf und dem Kleinberg südöstlich des Schilsbachtales – und Oberterzen sowie der Alpkorporation Mols.

## Geschichte
Auf der Prodalp wurde 1880 ein Kurhaus errichtet. Gegen Ende des 19. Jahrhunderts begann der Bau einer Bergstrasse im Gebiet des Grossbergs. Eine weitere touristische Entwicklung des Gebiets setzte im 20. Jahrhundert ein. Ein erster Skilift wurde 1945 erbaut. 1952 wurde der Maschgenkamm mit einem Sessellift erschlossen. Im Jahr 1955 wurde die Luftseilbahn von Unterterzen über Oberterzen auf den Flumserberg eröffnet.

## Verkehr
Die Luftseilbahn Unterterzen–Flumserberg verbindet Unterterzen (SBB-Bahnhof) am Walensee mit der Tannenbodenalp; von Flums aus ist der Flumserberg durch zwei Postauto-Linien erschlossen.

## Bergbahnen und Tourismus
Das Skigebiet umfasst 17 Anlagen, 65 Kilometer Skipiste mit drei Talabfahrten, vier Fun-Parks, zwei Kinderländer, 20 Kilometer Loipen, Winterwanderwege und einen Schlittelweg. Von Tannenheim führt eine Gondelbahn auf die Prodalp (1576 m ü. M.) und von dort ein Sessellift weiter auf den Prodkamm (1945 m ü. M.). Von der Tannenbodenalp führt eine Gondelbahn auf den Maschgenkamm (2008 m ü. M.). Höchster Punkt des Skigebiets ist der Leist (2222 m ü. M.). 
Ein leicht erreichbares Ziel für Sommer- und Winterwanderungen ist die Seebenalp (1620 m ü. M.), etwa vier Kilometer südwestlich von der Tannenbodenalp.
Von der Bergstation Maschgenkamm können im Sommer auf Wanderungen und im Winter auf Skitouren verschiedene Berggipfel erreicht werden, darunter der Magerrain (2524 m ü. M.), der Spitzmeilen (2501 m ü. M.), der Wissmilen (2481 m ü. M.). Die Spitzmeilenhütte (2087 m ü. M.) liegt etwa zwei Stunden zu Fuss südlich der Bergbahn. Die Murgseen (1820 m ü. M.) im Südwesten sind deutlich weiter entfernt.

## Flumserberg Open Air und Oper
Seit dem Jahr 2007 findet alljährlich auf der Tannenbodenalp (ca. 1400 m) ein Open-Air-Konzert für Schlagermusik statt. Von 2000 bis 2006 wurde der Anlass in Walenstadt organisiert. 2010 wurde das Festival von mehr als 20'000 Zuschauern besucht. Auch in anderen Jahren kommen weit über 10'000 Personen und prominente Musiker zum Event. 2024 gastierten Andrea Berg und Andreas Gabalier auf dem Flumserberg.
Erstmalig 2024 wurde im Rahmen der St. Galler Festspiele am Flumserberg eine Oper aufgeführt. Das Theater St. Gallen präsentierte Henry Purcell The Fairy-Queen, eine Barockoper, die auf Shakespeares Sommernachtstraum basiert. Die imposante Bergkulisse, der Wald und die Kühe bildeten den geeigneten Rahmen für das Zauberreich von Oberon und den Feen.

## Bilder

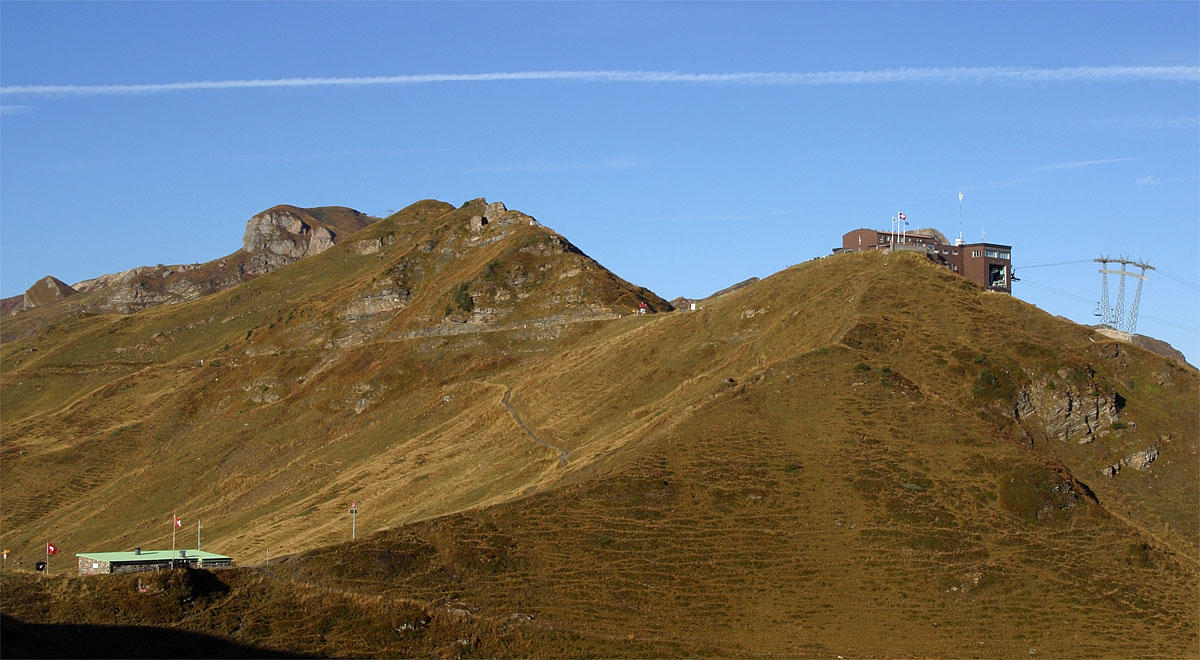
Bild vom Prodkamm (1940 m) zum Maschgenkamm (2020 m)
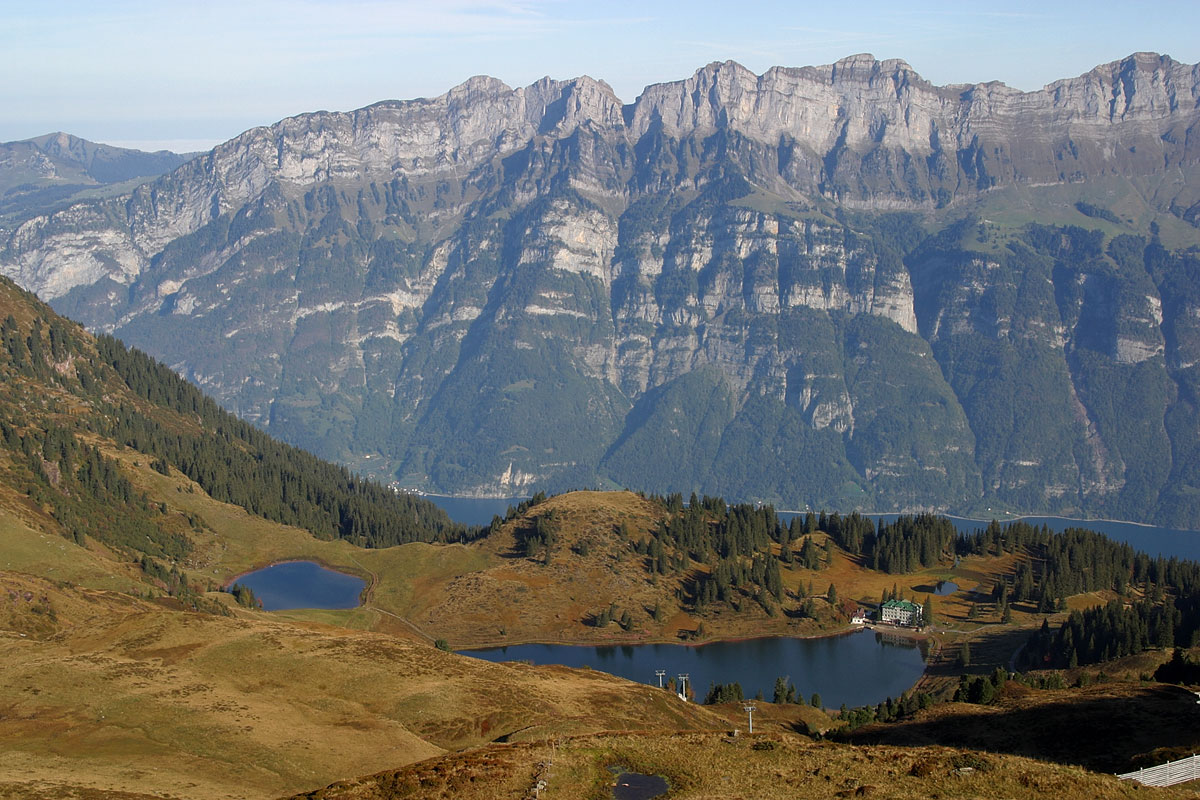
Seebenalp mit Blick zum Walensee
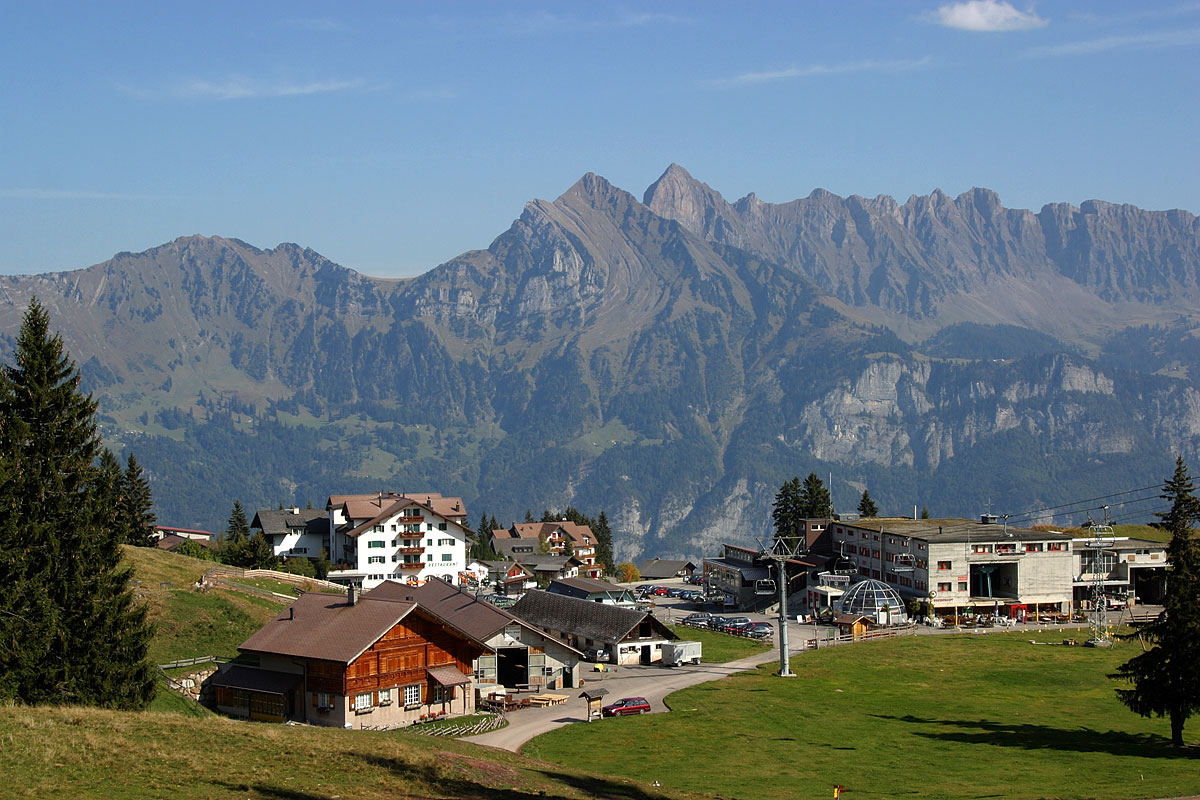
Tannenbodenalp
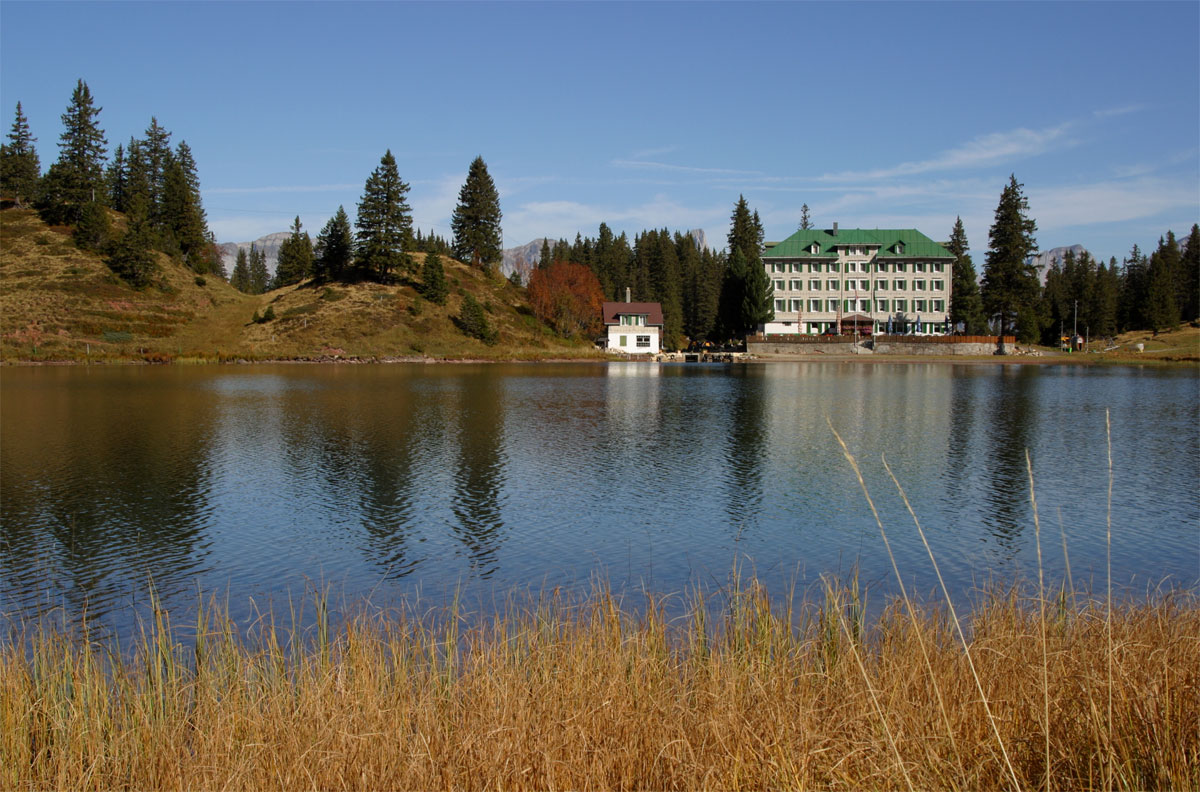
Grosssee auf der Seebenalp